# 威廉·葛林
威廉·貝奇德·葛林（William Batchelder Greene，1819年—1878年）是19世紀美國的個人無政府主義者、一位論派者、士兵、以及銀行業改革者。

## 生平
他最為人所知的是他所著的Mutual Banking一書，書中他提議建立一種無利率的銀行制度，他也在這本書裡提出了超驗主義，批評當時新英格蘭的哲學學派。在1850和1851年葛林組織了麻薩諸塞州Brookfield、Warren、和Ware等地的居民向州政府的法庭請願，要求發給他們許可執照以建立一個互助銀行。「銀行和銀行業務委員會在聽完請願者的陳述後，只簡單的回答道：放棄吧！」(The Radical Deficiency of the Existing Circulating Medium 1857)而在新英格蘭由勞工改革聯盟於1870年代進行的請願也得到類似結果。葛林有時候被稱為「美國的普魯東」（法國的皮埃爾-約瑟夫·普魯東）。他也對著名的無政府主義期刊Liberty的編輯班傑明·塔克有很大的影響。
依據James J. Martin的說法，葛林直到死前最後十年才開始轉變為「成熟的無政府主義者」，但他到1850年便已發展出了一種成熟的「基督教互助主義」（Christian mutualism）。葛林說：

現行銀行制度的存在是貨幣所製造的，而貨幣又是因為法律規定只能存在單一的流通貨幣、在媒介循環的缺乏效率下所產生的。銀行制度混亂的直接後果是人們自信心的缺乏、時間的缺乏、商業的詐騙行為、重複而無意義的付款程序，隨之而來的是複雜而具毀滅性的問題。而最後的後果則是：呆帳、貸款的昂貴、法律訴訟、破產、倒閉、社會階級的分離、敵意、飢餓、奢侈、痛苦、暴動、內戰，以及最後的，爆發革命。而互助銀行會產生的結果則是社會秩序的確立、社會機構實體的建立，以及最後的，根治了所有的邪惡現象。這將會根治目前缺乏條理而又具分裂性的生產和貿易關係。(The Radical Deficiency of the Existing Circulating Medium 1857)

## 外部連結
- Mutual Banking (1974 reprint of 1946 Modern Publishing edition)（页面存档备份，存于）, Mutual Banking (1850 edition)
- William Batchelder Greene